# Erebos
Erebos (altgriechisch Ἔρεβος Érebos ‚Dunkelheit‘) ist in der griechischen Mythologie der Gott und die Personifikation der Finsternis. Wie Tartaros wurde er als Teil der Unterwelt betrachtet.

## Mythos
In Hesiods Theogonie wie auch später bei Hyginus Mythographus entsteht Erebos als einer der ersten Götter aus dem Chaos. Seine Geschwister sind Gaia, Tartaros, Eros und Nyx. In der Kosmogonie der Orphiker ist Erebos Nachkomme des Chronos und der Ananke.
Nach der Theogonie gingen aus der Verbindung von Erebos und Nyx die personifizierte Luft Aither und der personifizierte Tag Hemera hervor. Aristophanes nennt nur Aither.
Marcus Tullius Cicero und Hyginus nennen als Nachkommen des Erebos und der Nyx sowohl Götter als auch eine Reihe personifizierter Übel und menschlicher Gemütszustände, die zum Teil in älteren Überlieferungen aus der Nyx ohne einen Vater hervorgingen. Cicero nennt Amor, Aither und Hemera sowie Dolus, Metus, Labor, Invidentia (Neid), Fatum (Unheil), Senectus, Mors, die Tenebrae, Miseria, Querella, Gratia, Fraus, Obstinacia, die Parzen, die Hesperiden und die Somnia.
Hyginus nennt als Nachkommen des Erebos und der Nyx Fatum, Senectus, Mors, Letum, Continentia, Somnus, Somnia, Amor, Epiphron, Porphyrion, Epaphos, Discordia, Miseria, Petulantia, Nemesis, Euphrosyne, Amicitia, Misericordia, Styx, die Parzen und die Hesperiden.
Die Nennung von Erebos und Nyx als Eltern des Charon in neuzeitlicher Literatur entbehrt jeder antiken Grundlage und begegnet erstmals bei Giovanni Boccaccio sowie bei Natale Conti.